# Konstandinos Logotetopulos
Konstandinos Logotetopulos (gr. Κωνσταντίνος Λογοθετόπουλος, ur. 1878 w Nauplionie, zm. 8 lipca 1961) – grecki lekarz i polityk, premier w kolaboracyjnym rządzie okupowanego przez państwa Osi tzw. Państwa Greckiego.

## Życiorys
Studiował medycynę w Monachium i pozostał w Niemczech jako nauczyciel akademicki do roku 1910, gdy przeniósł się do Aten. W Grecji założył prywatną klinikę, służył także w I i II wojnie bałkańskiej jako lekarz wojskowy. Został zwolniony z wojska w 1916 roku i powrócił do prywatnej praktyki, jednak w czasie wojny grecko-tureckiej został skierowany do ateńskiego szpitala wojskowego.
Po zakończeniu wojny został profesorem ginekologii na Uniwersytecie Narodowym im. Kapodistriasa w Atenach, gdzie był także dziekanem. Jednym z jego uczniów był późniejszy polityk, Grigoris Lambrakis.
Po kapitulacji Grecji w II wojnie światowej Logotetopulos, który mówił płynnie po niemiecku i był żonaty z Niemką został wiceprezydentem i ministrem edukacji w rządzie kolaboracyjnym generała Jeoriosa Tsolakoglu. Następnie sprawował urząd premiera w latach 1942–1943, został zastąpiony przez Joannisa Rallisa.
Po opuszczeniu przez niemieckie wojsko Grecji udał się do Niemiec, został tam aresztowany przez amerykańskie służby i przekazany greckim władzom w 1946 roku. Skazano go na dożywotnie więzienie, ale został ułaskawiony w 1951 r. Zmarł w 1961 roku.